# Valldarques
Valldarques es una entidad de población española del municipio de Coll de Nargó, perteneciente a la provincia de Lérida, en la comunidad autónoma de Cataluña.

## Toponimia
El nombre del lugar puede encontrarse escrito con las grafías Valldarques y Valldargues.

## Historia
Hacia mediados del siglo XIX, el lugar, por entonces perteneciente al municipio de Sellent, tenía contabilizada una población de 83 habitantes. Aparece descrito en el decimoquinto volumen del Diccionario geográfico-estadístico-histórico de España y sus posesiones de Ultramar de Pascual Madoz con las siguientes palabras:

VALLDARGUES: l. en la prov. de Lérida (16 leg.), part. jud. y dióc. de Seo de Urgel (4), aud. terr. y c. g. de Barcelona (21), ayunt. de Cellent de Orgaña. sit. en terreno desigual; su clima es frio pero sano. Tiene 10 casas dispersas; igl. parr. (San Roman) servida por un cura de primer ascenso y provision del diocesano; cementerio, y buenas aguas potables. Confina con te´rm. de Orgaña, Coll de Nargó, Peramola y Boxols (part. de Tremp). El terreno es de mala calidad y de secano. Los caminos dirigen á los puntos comarcanos: la correspondencia se recibe de Orgaña. prod.: trigo, legumbres, patatas, vino, aceite y pastos; cria ganado lanar, cabrío, vacuno y de cerda, y caza de perdices, conejos y liebres. pobl.: 12 vec., 83 alm. cap. imp.: 22,867 rs. contr.: el 14'48 por 100 de esta riqueza.
(Madoz, 1849, p. 588)

En 2023, la entidad singular de población de Valldarques tenía empadronados 9 habitantes, todos ellos en diseminado.